# Suni, Sardinien
Suni är en ort och kommun i provinsen Oristano i regionen Sardinien i Italien. Kommunen hade 1 073 invånare (2017).